# Michel Guignon
Michel Guignon, né le  12 mai 1936 à Marseille, est un officier français de la légion étrangère, général d'armée, grand-croix de la Légion d'honneur, gouverneur militaire de Paris de 1992 à 1996.

## Biographie
Sorti de Saint-Cyr en 1956, il est affecté en Algérie de 1957 à 1965. Lieutenant au 1er régiment étranger de parachutistes, il est grièvement blessé le 31 janvier 1961 au cours d’un combat dans le douar d’Arres. Il est ensuite capitaine de 1963 à 1965 au 2e régiment étranger d'infanterie au Sahara, chargé de protéger les sites d’expérimentation nucléaire.
De 1973 à 1975, il suit les cours de l'École supérieure de guerre (ESG) puis de l'Institut des hautes études de défense nationale. En 1980, il est promu colonel et prend le commandement du 2e régiment étranger de parachutistes à Calvi. Il est ensuite professeur et commandant de promotion à l'ESG.
Promu général de brigade en 1985, il est nommé chef d'état-major de la 6e région militaire à Metz. Général de division en 1987, il devient chef des opérations à l'état-major des armées et commande la 11e division parachutiste , l'un des fleurons de l'armée de terre, jusqu'en 1989. En mars 1991, il est promu général de corps d'armée à compter du 1er avril pour avoir « monté et engagé l'opération Daguet » sous les ordres du général Maurice Schmitt, chef d'État-Major des armées et devient, à 55 ans, l'un des plus jeunes généraux de corps d'armée en France. Il prend à compter du 1er mai les fonctions de directeur de l'enseignement militaire supérieur de l'armée de terre et commandant l'ESG.
En juillet 1992, sur proposition de Pierre Joxe, il est nommé gouverneur militaire de Paris et commandant militaire d'Ile-de-France, puis est promu général d'armée en 1993.
Titutaire de cinq citations, il est élevé à la dignité de grand-croix de la Légion d'honneur le 30 juin 1995 et passe dans la 2e section en 1996.

## Hommages
Le 30 avril 2013 à Aubagne, il porte la main du capitaine Danjou, honneur suprême pour un légionnaire, lors de la célébration du 150e anniversaire du combat de Camerone, en présence du ministre de la Défense Jean-Yves Le Drian.

## Décorations
- Grand-croix de la Légion d'honneur (30 juin 1995)
- Croix de la Valeur militaire (5 citations)

## Publications

### Préfacier
- Michel Tirouflet (préf. Michel Guignon), Albéric Vaillant ou La passion de la Légion, Nuvis, 2019 (ISBN 978-2-36367-110-3)

### Ouvrages
- Michel Wattel et Béatrice Wattel (préf. André Damien), Les Grand’Croix de la Légion d’honneur : De 1805 à nos jours, titulaires français et étrangers, Paris, Archives et Culture, 2009, 701 p. (ISBN 978-2-35077-135-9), p. 203.